# 终极格斗冠军赛
终极格斗冠军赛（英語：Ultimate Fighting Championship，缩写：UFC）是美国的一项综合格斗赛事，起源于1993年。该赛事以异种无差别实战为卖点，比赛的规则限制非常少。比赛场地为八角笼，设有裁判一名，每局5分鐘，共3局（冠军赛5局），倘若3局後不分勝負，則以三位场下裁判（判分员）決定輸贏。同樣一方认输、失去意识或裁判中止比赛为结束。

## 历史
赛事初期有很多各个国家各个流派的格斗高手参加，留下了很多经典比赛，比如使巴西柔术声名鹊起的格雷西家族的一系列胜利，以及一些在其他赛事中不可能出现的比赛双方体格差异悬殊的比赛。早期的UFC因為過於暴力，曾經被美國參議員约翰·麦凯恩宣布為“人類鬥雞”，並大力推動禁止此項運動，但事後被人揭露他曾收受拳擊運營商的競選資金。到20世纪末，由于过于暴力导致的舆论压力，以及经营不善引发的经济压力，此项赛事一度陷入低谷，被日本的PRIDE和K-1赛事的锋芒压过。2001年起，由于转变经营方向，逐渐有所起色，再次走上综合格斗赛事的一线舞台。
2007年，UFC收购了WFA等一系列小的MMA格斗组织，将一批选手的合约收揽于怀，并随后收购了PRIDE的运营组织PRIDE FC Worldwide，得到了更多的优秀选手，最后，UFC在2007年10月解散了PRIDE FC Worldwide。至此，UFC成为目前全球综合格斗赛事的龙头。

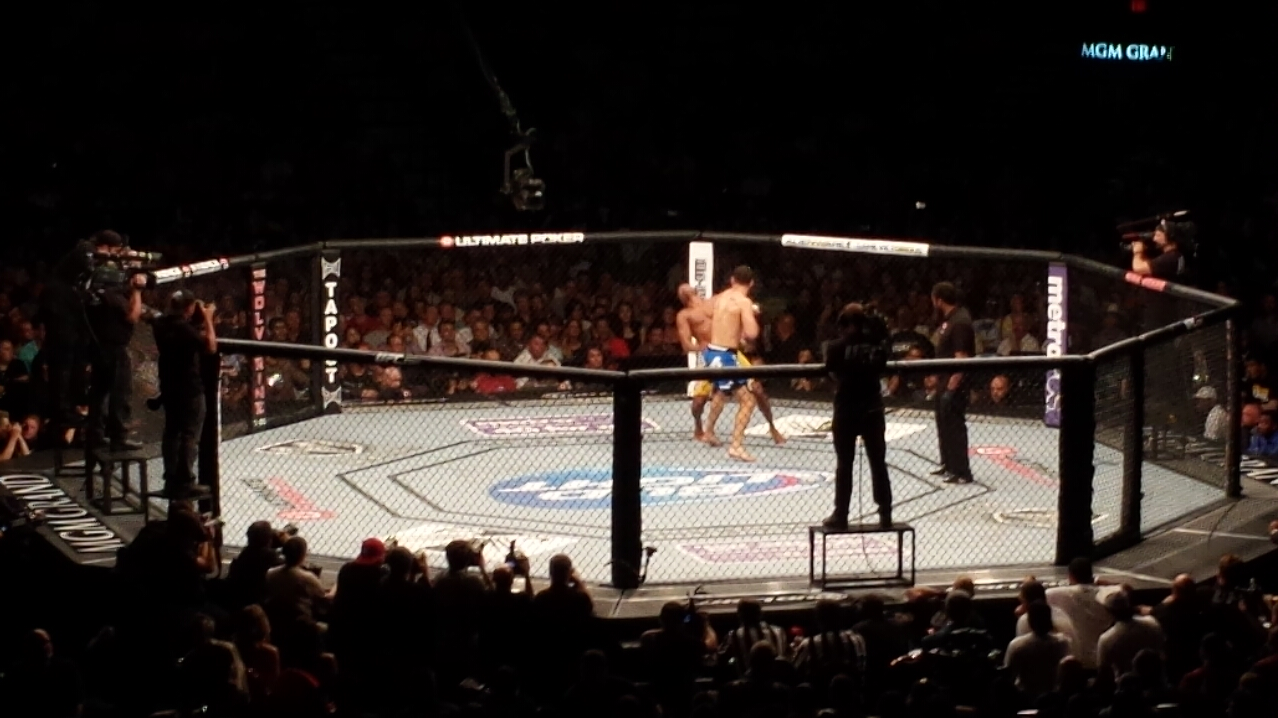
八角笼

2011年3月13日，UFC母公司Zuffa买下Strikeforce赛事，从此UFC彻底稳定世界MMA霸主地位。
2023年4月3日，UFC和WWE宣佈合併。

## 各重量级别现任冠军

### 男子组
- 蝇量级（Flyweight）125磅以下（57kg以下）： 亚历山大·潘托哈
- 雛量级（Bantamweight）125—135磅（57kg～61kg）： 米拉布·德瓦利什維利
- 羽量級（Featherweight）135—145磅（61kg～65kg）： 伊利亚·托普里亚
- 輕量级（Lightweight）145—155磅（65kg～70kg）：  伊利亞·托普里亞
- 次中量级（Welterweight）155—170磅（70kg～77kg）： 贝拉尔·穆罕默德
- 中量级（Middleweight）170—185磅（77kg～83kg）： 德里克斯·杜·普莱西斯
- 輕重量级（Light Heavyweight）185—205磅（83kg～92kg）： 默罕默德·安卡拉耶夫
- 重量级（Heavyweight）205磅—265磅（92kg～120kg）： 湯姆·阿斯皮納爾

### 女子组
- 草量级（Strawweight）115磅以下（52kg以下）： 张伟丽
- 蝇量级（Flyweight）115—125磅（52kg～57kg）： 瓦蓮京娜·舍夫琴科
- 雏量级（Bantamweight）125—135磅（57kg～61kg）： 朱莉安娜·佩尼亚

此外，UFC还设有P4P排名，但不设冠军。

## 判分
A 所有比赛都将由三位判分员（或称场裁）进行打分，三位判分员围绕拳台分别坐在不同位置对场中选手的表现进行评估；裁判不可以兼任判分员。
B 比赛采用10点扣分制，例如某一回合，给予该回合的胜者10分、败者9分或是更少，以此类推计算；但也有特殊情况，例如双方场面上难分难解，此时可以给双方打上10：10的比分。
C 判分员可将选手的技术表现作为评估标准，例如有效的打击、缠斗、节奏的控制、场面上的主动性以及防守等。
D 在评估选手的技术表现时，应将拳腿打击力效率更高、缠斗能力更强、控制得更好、进攻更主动、防守更严密等的一方作为优势方，从而在打分上评出优劣。
E 选手的打击是否有效将由他的合法攻击的总数来决定。
F 选手的缠斗是否更具优势取决于成功的扭摔及地面扭缠的次数；例如一位选手在站立状态直接下潜抱摔扭倒对手、躲过地面双腿布置的防守后占据骑乘位，而下位的选手积极部署的双腿guard等，这些都是缠斗的评判标准。
G 比赛的控制优势取决于选手在对决中的节奏、所处的位置与形势等；例如在对方尝试抱腿摔时屹立不倒并反击，反将对手拖入地战并尝试制服技术，突破地面防守占据骑乘位为有力的地面打击创造条件等，这些都可在视作比赛控制方面的表现。
H 进攻性方面的优势体现在积极地移动压迫对手并伴以打击。
I 优势防守意味着避免或减少对手有威胁的进攻、抱摔与纠缠等所造成的伤害，并能保持反击。
J 每回合后判分员根据选手的表现对照分数标准进行评分，具体如下：
1.若某一回合两位选手表现难分高下，双方都没有明显的优势，那么这时比分应为10：10。
2.如果一位选手在某一回合比赛中所展现出来的拳腿打击效率、缠斗等都比对方更有优势，那么这位选手的得分应高过对手，此回合的比分就为10：9。
3.如果某一回合其中一位选手在打击、缠斗等方面相比对手都有着极大的优势时，那么该回合比分就为10：8。
4.如果在某一回合比赛中一位选手从始至终都压制着对手，完全压倒了对方，没有给对手一丝机会，那么该回合比分将为10：7。
K 判分员须记好选手在保持站立或地面状态的时间，以作参考标准，列举如下：
1.如果选手在某回合中的绝大部分时间都身处地面，那么：a.优先考虑地战中的各选手的表现； b.其次才是选手的站立拳腿表现。
2.如果选手在某回合中的大部分时间都处于站立状态，那么：a.优先考虑选手的站立表现；b.其次再考虑选手的地战表现。
3.当一名选手在某回合中站立或地面状态中都有着极大的优势，那么此回合比分为10：8。
4.如果某一回合双方在站立与地面的时间大致相当，那么须同时考虑双方在拳腿与缠斗方面的表现。

## 犯规
A 下列行为在MMA赛事中将构成犯规，一旦选手犯规，裁判将进行处理，视情况甚至会对犯规选手进行处罚：
1.用头撞人
2.任何形式的挖眼
3.嘲讽对手
4.向对手吐痰
5.拉头发
6.把手或脚等深入对方口腔内进行攻击
7.任何形式的踢档
8.把手指探入对手身上的窍孔或已经出现的创伤、裂口内进行攻击
9.小关节控制，例如单独拉别人一根手指等是禁止的
10.用肘尖垂直向下进行攻击
11.攻击脊椎或后脑
12.脚后跟攻击对手肾脏部位
13.对咽喉任何形式的攻击，包括抓掐等
14.针对肌肉的挖、刺、扭等
15.抓对手的琐骨
16.足踢倒地对手的头
17.针对头部的地面膝
18.踩踏倒地的对手
19.紧抓铁笼
20.抓对手的短裤或拳套
21.在擂台中污言秽语
22.用任何违反体育道德的手段去伤害对手
23.在休息期间攻击对手
24.在裁判介入或询问时攻击对手
25.在表示回合结束的铃声响起后攻击对手
26.各种胆怯行为，包括因惧怕对手而拒绝与对手直接接触战斗，甚至假装受伤等行为
27.故意将对手扔出擂台外
28.公然无视裁判的指示
29.将对手头颈向下倒插入地
30.选手所属团队的角落对比赛的干预行为
31.在毛发或身体上涂抹能影响比赛的异物
B 如果裁判认为选手存在恶意犯规或同时有多种犯规行为的话，可以取消其比赛资格。
C 某些情况下，犯规选手将会被扣去一分比赛分数作为处罚，由计分员而不是判分员负责计算并公布扣分后的分数。
D 只有裁判可以对犯规进行介定，在裁判没有明确表示选手犯规的情况下，判分员绝对不能依自己的标准进行介定并将之带入对选手的评分中。
E 当犯规发生后：
1.裁判须暂停比赛
2.让犯规选手站到站到空当位置，先不让他与被犯规选手接触
3.裁判详细检查被犯规选手的情况，确保其安全
4.如果裁判认为犯规选手的行为必须要受到处罚，那么无论这个规范是有意还是无意、是否将被扣分，裁判都应将他的介定结果告知委员会、选手阵营以及计分员
F 如果地战中处下位的选手犯规，那么除非上位选手因此受伤，否则比赛将继续进行，并且
1.裁判将对下位的犯规选手做出口头警告，告诉选手他的行为已犯规了
2.当这一回合结束之后，裁判须将他的介定结果告之委员会、选手阵营、判分员以及计分员
3.如果犯规行为实在太恶劣，裁判可以提前结束比赛，犯规选手将被直接剥夺比赛资格从而输掉比赛
G 打在腰部以下部位的犯规处理
1.如果一位选手被对方猛烈击打在腰部以下，只要场边医生认为他还可以继续进行比赛，那么将给予该选手5分钟的休息调整时间
2.如果明确选手在5分钟之内能够再次投入战斗，那么裁判在休息调整结束后应尽快让比赛重新开始
3.如果选手在经过5分钟的休息时间后仍然不能重新开始比赛，那么这场比赛将以暂停时的时间为准提前结束，具体看以下第16项
H 除了击打腰以下部分之外的犯规处理
1.如果一场MMA比赛因为一个无意的犯规而暂停，立即分开选手后裁判应立即向委员会一方上报自己的意见，即这个犯规并非有意；接着裁判须确定被犯规的选手是否还能继续比赛；假如这个犯规并没有重创对方且不会直接影响比赛的胜负，那么裁判可以允许选手有不超过5分钟的休息调整时间。
2.如果一位选手的重击被介定为犯规，那么裁判应立即暂停比赛，让被犯规选手接受场边医生的检查以确定选手是否能继续比赛，场边医生将有5分钟的时间做检查；如果场边医生在检查后认为选手仍然可以继续比赛，那么裁判应尽快让比赛重新开始。与腰部以下的打击犯规不同，选手没有5分钟的休息调整时间，在接到裁判重新开始比赛的指示后，选手应第一时间投入比赛。
3.除了击打腰部以下所导致的犯规外，受伤的选手一定被裁判认定为无法再战，且无法在规定的休息时间内调整完毕，那么即使仍有5分钟的休息调整时间，比赛都应立即停止。
4.在裁判停止比赛并让场边医生入内进行检查时，医生的检查时间不能超过5分钟，一旦超出，那么比赛将被视作无法再进行，将会提前结束。